# Johannes Driesch
Johannes Driesch (Krefeld, 21 novembre 1901 – Erfurt, 18 febbraio 1930) è stato un pittore, ceramista e grafico tedesco.

## Biografia
Nato in una famiglia proletaria di Krefeld, cominciò a lavorare come tagliatore di pietre e poi studiò per tre semestri al Kunstgewerbeschule. Nel 1919 cominciò a studiare al Bauhaus, dove si formò sotto Johannes Itten e Lyonel Feininger.
Nel 1920 cominciò a studiare da ceramista sempre al Bauhaus sotto la supervisione di Gerhard Marcks e Max Krehan. L'anno seguente si sposò con Lydia Fouar, da cui ebbe quattro figli. Nel 1922 lasciò la ceramica per diventare un artista freelance, grazie anche al sostegno dello storico dell'arte Walter Kaesbach. Dopo non essere riuscito ad ottenere una cattedra a Düsseldorf si trasferì con la famiglia a Francoforte sul Meno nel 1928 ed aprì un proprio studio. Morì due anni più tardi dopo una breve malattia.
Nel 1935 la sua opera fu bollata come arte degenerata dal regime nazista e i suoi quadri furono esposti nella mostra d'arte degenerata a Monaco nel 1937.

## Galleria d'immagini

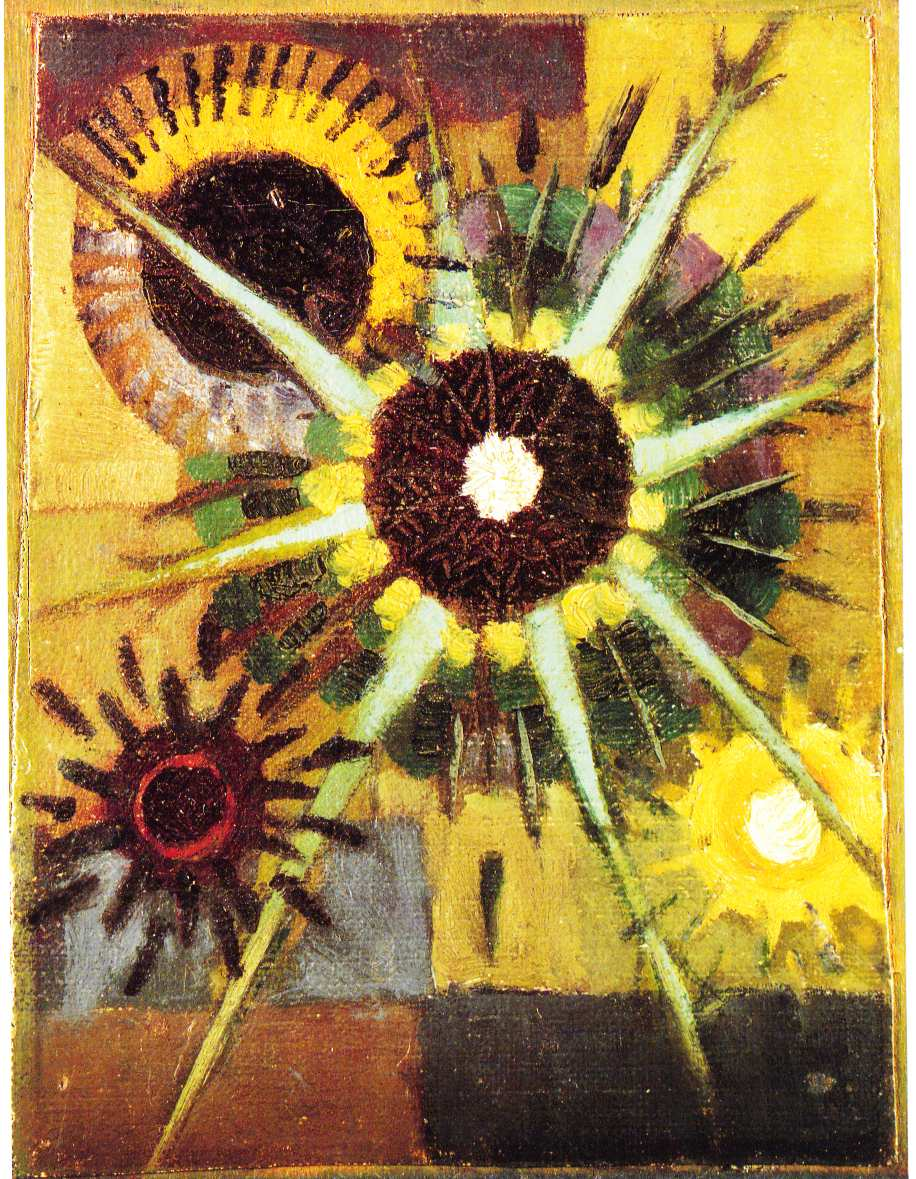
Il cardo (1920)
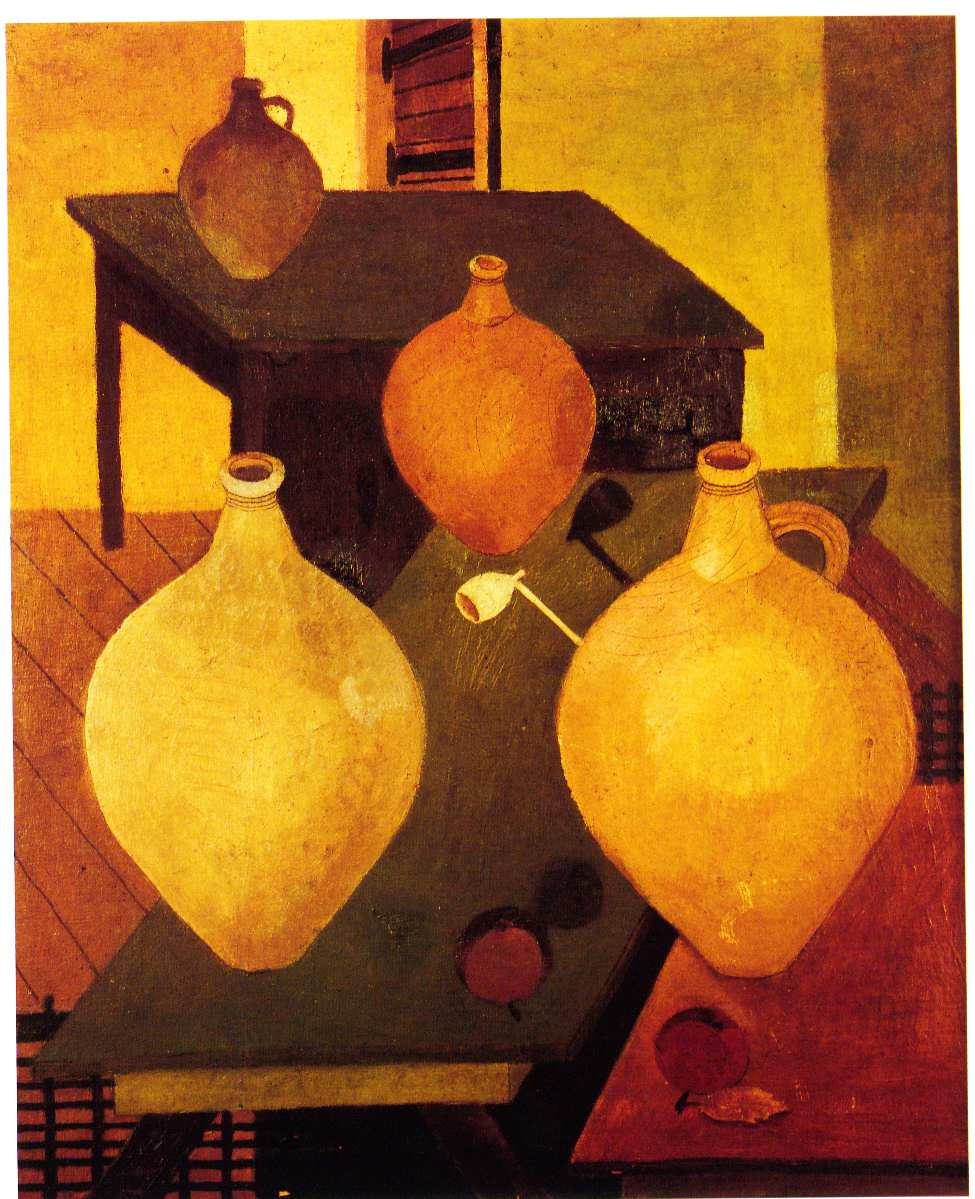
Natura morta con giare (1920)
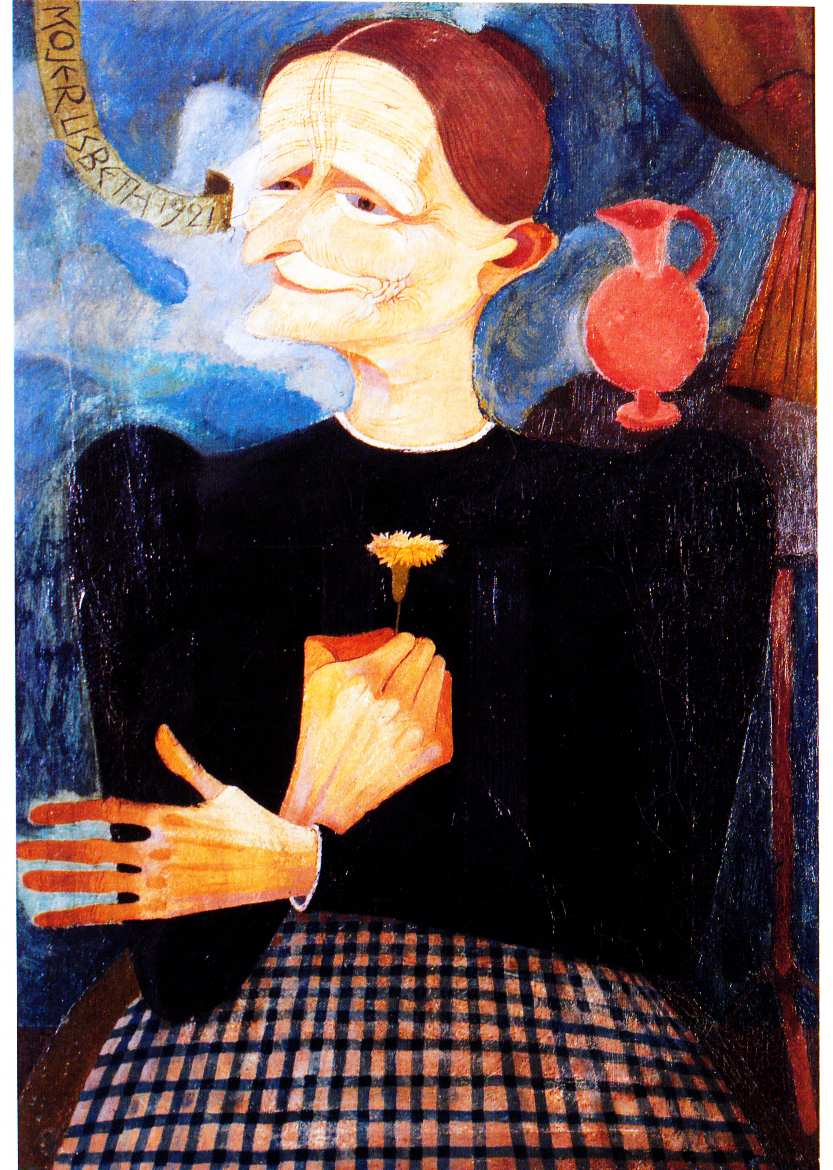
Driesch Mojer Lisbeth (1921)
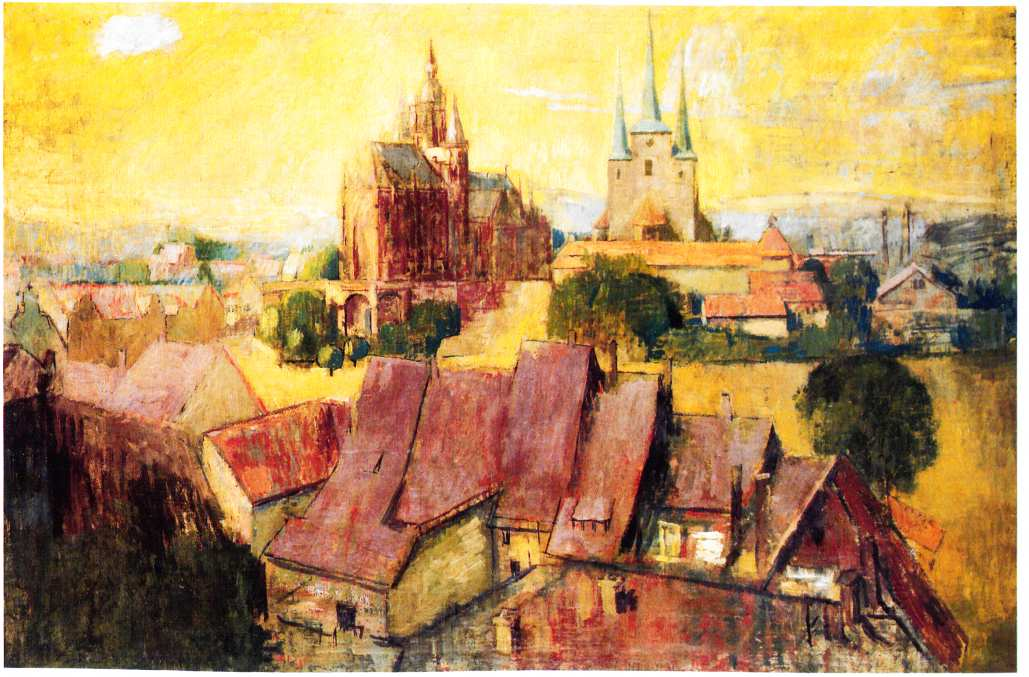
Erfurt (1929)
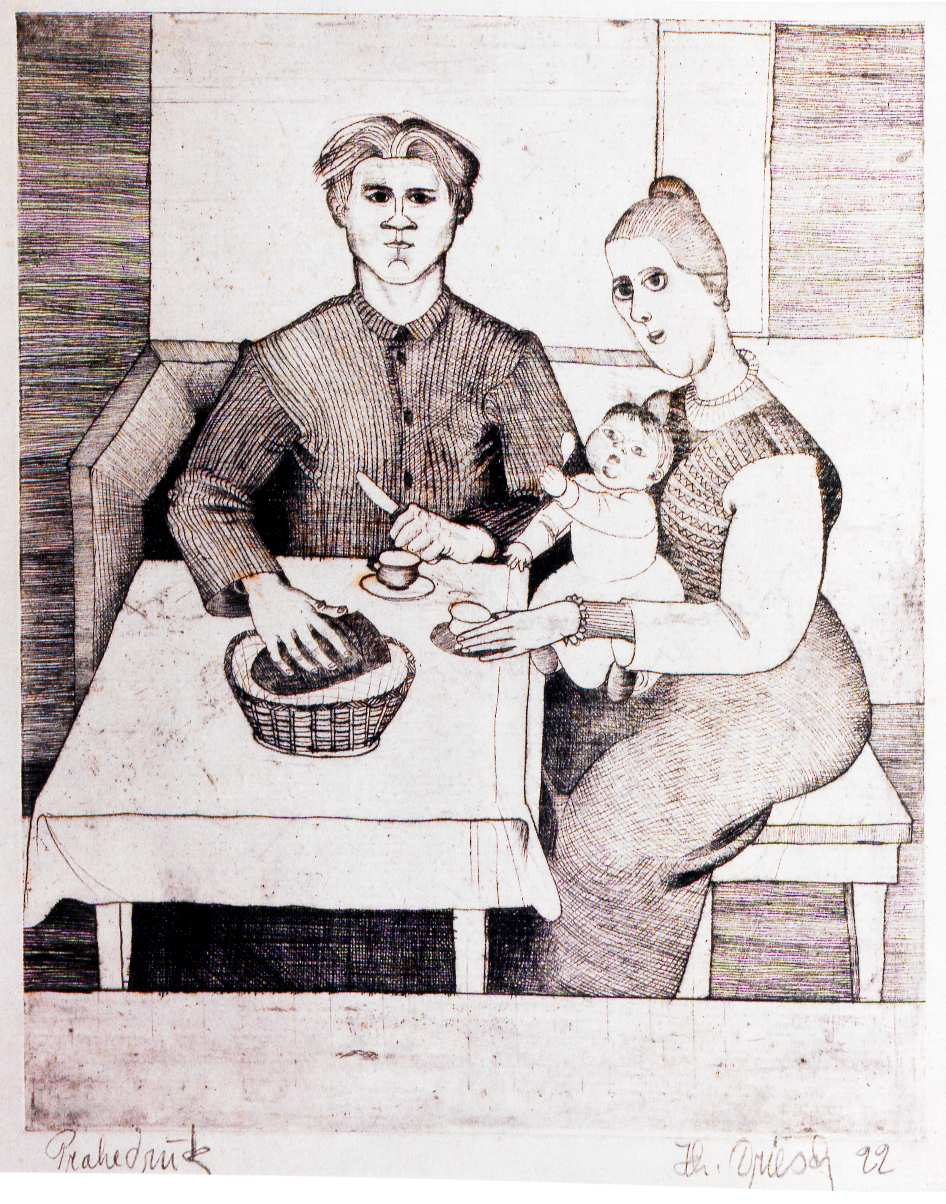
La famiglia (1922)
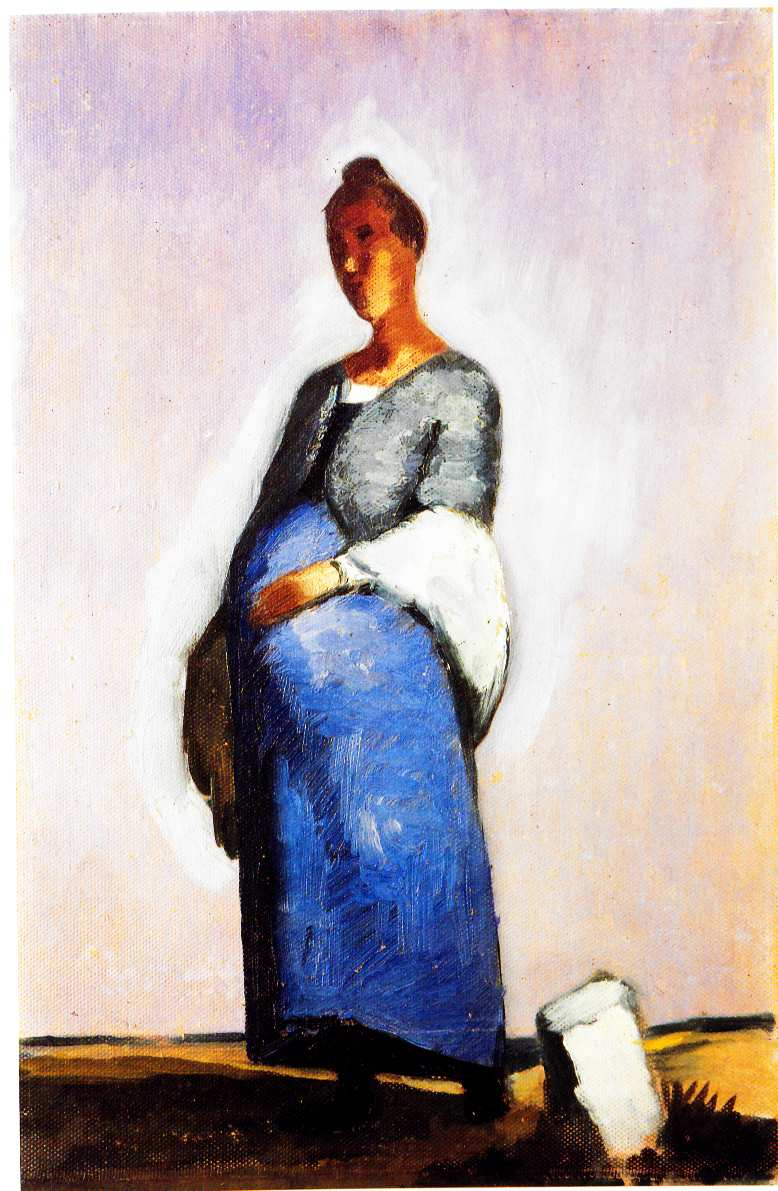
Donna incinta II (1924)